# Alphard
Alphard (α Hya; Alfa Hydrae) je nejjasnější hvězda v souhvězdí Hydry.

## Původ názvu
Tradiční název této hvězdy pochází z arabského الفرد (al-fard), „osamocený“, protože v její blízkosti nejsou žádné další jasné hvězdy. Arabové pro ní také používali název „páteř hada“. Tycho Brahe ji dal název Cor Hydræ (srdce Hydry).

## Vlastnosti
Alphard je přibližně třikrát hmotnější než Slunce, jeho stáří je zhruba 420 milionů let a již opustil hlavní posloupnost a změnil se na obra spektrální třídy K3. Ze všech hvězd noční oblohy má třetí největší zdánlivý průměr (9,09±0,09 tisícin vteřiny) po R Doradus a Betelgeuze.
Poloměr je asi 50krát větší než poloměr Slunce. Ze spektra hvězdy byl zjištěn vyšší obsah barya, než je obvyklé.

## Ostatní
Alphard je zobrazen na vlajce Brazílie, kde představuje stát Mato Grosso do Sul.